# Avenue Louis-Bazerque
L'avenue Louis-Bazerque est une voie de Toulouse, chef-lieu de la région Occitanie, dans le Midi de la France.

## Situation et accès

### Description
L'avenue Louis-Bazerque est une voie publique. Elle se trouve dans le quartier de Reynerie.
La chaussée compte deux voies de circulation automobile dans chaque sens, séparées par un terre-plein arboré. Elle est longée par une piste cyclable.

### Voies rencontrées
L'avenue Louis-Bazerque rencontre les voies suivantes, dans l'ordre des numéros croissants (« g » indique que la rue se situe à gauche, « d » à droite) :
1. Rond-point de Basso-Cambo
2. Allée Marc-Saint-Saëns (d)
3. Rond-point Eugène-Claudius-Petit
4. Avenue de Tabar (d)
5. Rond-point de la Comtesse-Béatrix-de-Toulouse-Lautrec
6. Rue Alex-Coutet (g)
7. Rue Aristide-Maillol (d)
8. Impasse du Mirailhon - accès piéton (d)
9. Rond-point Joseph-Sauveur
10. Impasse de l'Azur - accès piéton (d)
11. Allée Bernard-Sarrieu (g)
12. Route de Saint-Simon (g)
13. Rue Aristide-Maillol (d)
14. Avenue Pablo-Picasso - accès piéton (d)
15. Rond-point de la Cépière

### Transports
Au sud, l'avenue Louis-Bazerque longe la place Édouard-Bouillière, où se trouve la station Basso Cambo, terminus de la ligne de métro . Il s'y trouve également une importante gare de bus fréquentée par les lignes de Linéo L4L11L14 et de bus 1821254648495053588587117. De plus, entre le rond-point de Basso-Cambo et le rond-point Joseph-Sauveur, elle est parcourue et desservie par les lignes de Linéo L14 et de bus 4687 et, au-delà du rond-point Joseph-Sauveur, par les lignes de Linéo L14 et de bus 18.
Les stations de vélos en libre-service VélôToulouse les plus proches sont les stations no 263 (87 avenue Jean-Baylet), no 273 (rond-point Louis-Izar) et no 378 (P+R métro Basso Cambo).

## Odonymie
L'avenue est nommée, lors de son aménagement, avenue du Mirail, puisqu'elle contourne et dessert la zone à urbaniser en priorité (ZUP) du Mirail. En 1995, l'avenue est renommée en hommage à Louis Bazerque (1912-1992). Homme politique socialiste toulousain de premier plan, il est maire de la ville entre 1958 et 1971. Il est, surtout, le promoteur de la ZUP du Mirail.

## Patrimoine et lieux d'intérêt

### Coulée verte du Négogousses
La coulée verte du Négogousses est un espace vert de 54 929 m2 qui est traversé par le Négogousses, un petit ruisseau, affluent de la Garonne. Il est largement canalisé et, sur plusieurs sections, enterré. Il est en revanche laissé à l'air libre entre le lac de la Ramée, à Tournefeuille, et le parc Aristide-Maillol.